# Saint-Juéry (Lozère)
Saint-Juéry is een gemeente in het Franse departement Lozère (regio Occitanie) en telt 69 inwoners (2009). De plaats maakt deel uit van het arrondissement Mende.

## Geografie
De oppervlakte van Saint-Juéry bedraagt 1,6 km², de bevolkingsdichtheid is dus 43,1 inwoners per km².
De onderstaande kaart toont de ligging van Saint-Juéry (Lozère) met de belangrijkste infrastructuur en aangrenzende gemeenten.

## Demografie
Onderstaande figuur toont het verloop van het inwonertal (bron: INSEE-tellingen).